# 1287
1287 (MCCLXXXVII) fue un año común comenzado en miércoles del calendario juliano.

## Acontecimientos
- 17 de enero: en el mar Mediterráneo, el ejército de Alfonso III de Aragón conquista Menorca, en manos de los árabes.
- En febrero, una inundación cambia el curso de varios ríos en Inglaterra.[1]
- 1 de mayo: tiene lugar el sitio de Augusta.
- 23 de junio: se produce la batalla de los condes.
- 14 de diciembre: en los Países Bajos, una tormenta rompe la represa del Zuiderzee (Inundación de Santa Lucía). Mueren entre 50 000 y 80 000 personas.

## Nacimientos
- Muhammad ibn Nasr: rey nazarí del Reino nazarí de Granada.

## Fallecimientos
- 3 de abril: Honorio IV, papa italiano.